# المتحف الوطني للتربية في جمهورية أذربيجان
المتحف الوطني للتربية في جمهورية أذربيجان (بالأذرية: Azərbaycan Respublikası Milli Təhsil Muzeyi) - هو المتحف واقعة في شارع نيظامي بالقرب من ميدان النافورات بمديمة باكو.

## تاريخ و وصف المتحف
تأسس المتحف الوطني للتربية في أذربيجان على قاعدة المتحف للتربية التي تشكل في عام 1930، بموجب القرار رقم 651 السوفيتي لمفوضي الشعب بتاريخ 27 أبريل، عام 1932.
في صندوق المتحف الوطني للتربية في أذربيجان على أكثر من 31741 آلف قطعة، و حوالي 2000 قطعة تتعرض في المتحف.
يحتوي مكتب المتحف الغني على العديد من الوثائق والصور الفوتوغرافية والكتب. وبينهم هذه الكتب الببليوغرافية النادرة.
تتكون المتحف من 6 غراف. يقع المتحف في المنزل الخاص للمليونير حاجي زين العبدين تاجييف.